# Mina Aganagić
Mina Aganagić est une physicienne mathématique et universitaire américaine et bosniaque. Elle est professeure de physique à l'université de Californie à Berkeley.

## Formation et carrière
Mina Aganagić passe sa jeunesse à Sarajevo, en Bosnie-Herzégovine, puis elle fait ses études supérieures aux États-Unis. Elle obtient au California Institute of Technology une licence en 1995, puis un doctorat en 1999, avec une thèse intitulée String theory on Calabi–Yau manifolds: Topics in geometry and physics, sous la direction de John Henry Schwarz. Elle est chercheuse postdoctorale au département de physique de l'université Harvard de 1999 à 2003, puis elle rejoint la faculté de physique de l'université de Washington, où elle bénéficie d'une Bourse Sloan et DOE Outstanding Junior Investigator. Elle enseigne à l'université de Californie à Berkeley depuis 2004. 

## Recherches
Elle est connue pour appliquer la théorie des cordes à divers problèmes mathématiques, notamment la théorie des nœuds (théorie raffinée de Chern-Simons), la géométrie énumérative, la symétrie miroir et la correspondance géométrique de Langlands. 
Elle a travaillé également sur l'algorithme de Newton-min, dont les premières traces se trouvent chez Chandrasekaran (1970), mais qu'elle a clairement présenté et étudié en 1984.

## Prix et distinctions
En 2016, la Fondation Simons lui décerne un Simons Investigator Award, et, la même année, la Société américaine de physique lui décerne sa bourse.  

## Publications
- (en) Mina Aganagić et Cumrun Vafa, « Mirror symmetry, D-branes and counting holomorphic discs », arXiv,‎ 2000 (Bibcode 2000hep.th ... 12041A, arXiv hep-th/0012041).
- (en) Mina Aganagić, Albrecht Klemm, Marcos Mariño et Cumrun Vafa, « The Topological Vertex », Communications in Mathematical Physics, vol. 254, no 2,‎ 2005, p. 425–478 (DOI 10.1007/s00220- 004-1162-z, Bibcode 2005CMaPh.254..425A, MR 2117633, arXiv hep-th/0305132).
- (en) Mina Aganagić et Shamil Shakirov, « Knology homology from raffiné Chern – Simons theory », arXiv,‎ 2011 (Bibcode 2011arXiv1105.5117A, arXiv 1105.5117).
- (en) Mina Aganagić et Cumrun Vafa, « Large N duality, mirror symmetry, and a Q-deformed A-polynomial for knots », arXiv,‎ 2012 (Bibcode 2012arXiv1204.4709A, arXiv 1204.4709).
- (en) Mina Aganagić, Edward Frenkel et Okounkov, Andrei, « Correspondance Quantum q-Langlands », arXiv,‎ 2017 (Bibcode 2017arXiv170103146A, arXiv 1701.03146).
- (en) Mina Aganagić, Miranda Cheng, R. Dijkgraaf, D. Kreft et C. Vafa, « Quantum Geometry of Refined Topological Strings », The Journal of High Energy Physics, vol. 2012, no 11,‎ 2012.